# Poon Hill
Poon Hill (en nepalès, पून हिल) és una estació de muntanya del Nepal situada entre els districtes de Myagdi i de Kaski, a la província de Gandaki Pradesh. Des de l'estació es poden veure les serralades de l'Annapurna i del Dhaulagiri.
Des de Poon Hill s'albiren muntanyes com l'Annapurna sud (7.219 metres), el Machapuchare (6.993 metres), el Hiunchuli, l'Annapurna III, el pic Dhampus o el Dhulariri II, entre d'altres.
Poon Hill es troba a 270 km a l'oest de Kàtmandu (la capital del Nepal). Es pot arribar a Poon Hill caminant des de Pokhara, la qual cosa pot portar entre dos o tres dies. Es tracta d'un dels trekkings més famosos del Nepal.